# Leptolycus helerocornis
Leptolycus helerocornis is een keversoort uit de familie netschildkevers (Lycidae). De wetenschappelijke naam van de soort werd in 1922 gepubliceerd door Leng & Mutchler.